# Koreaanse Oorlogsmonument

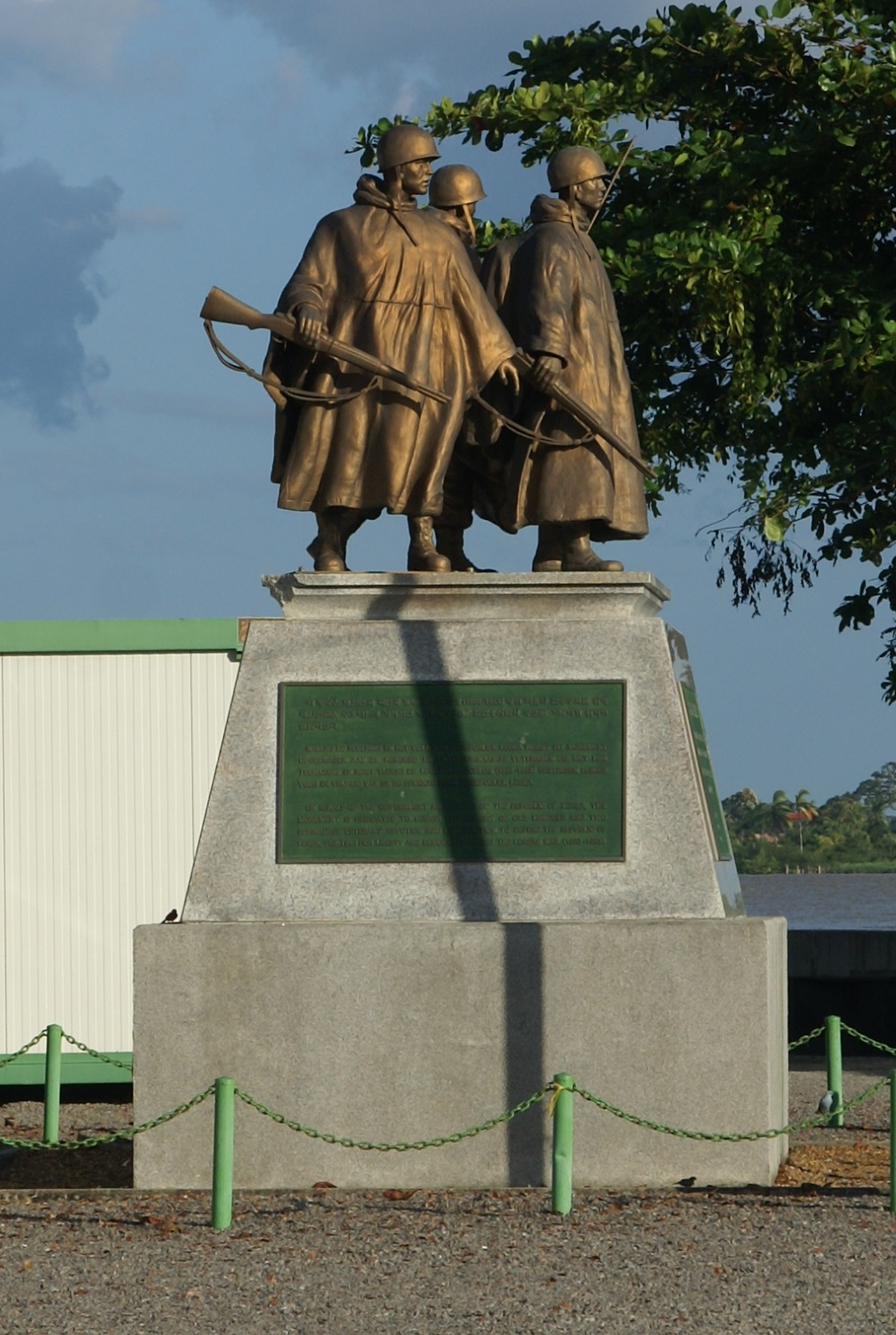
Het Koreaanse Oorlogsmonument.

Het Koreaanse Oorlogsmonument  staat aan de zuidoostelijke zijde van het Onafhankelijkheidsplein aan de Waterkant naast de De Nationale Assemblée in Paramaribo, Suriname. Vlak bij dit monument staat ook het Monument voor de gevallenen.
Het monument herdenkt de bijdrage van 115 Surinamers aan de Koreaanse Oorlog in 1950-1953. Twee Surinamers verloren hierbij hun leven. 
Het ontwerp en financiering kwamen van de Zuid-Koreaanse regering en het Zuid-Koreaanse volk. Het monument werd op 25 juni 2008 onthuld. Het monument toont drie militairen staande op een sokkel. Op de sokkel is een plaquette bevestigd met de volgende tekst:
Monument ter herinnering aan de Surinaamse veteranen
die in de Koreaanse oorlog gevochten hebben
Monument in memory of Surinamese veterans
in the Korean War
25 juni 2008
June 25 2008

## Galerij
| Surinaamse Korea-vrijwilligers in een oefenkamp in Roosendaal. tijdens een groepsfoto voor het "Surinaams Kamp" en in een veldkeuken, 14 mei 1952 |
| Surinaamse Korea-vrijwilligers in een oefenkamp in Roosendaal. tijdens een groepsfoto voor het "Surinaams Kamp" en in een veldkeuken, 14 mei 1952 |